# Albert Einstein ATV
L'Albert Einstein ATV, o Vehicle de Transferència Automatitzat 004 (ATV-004), és una nau espacial de subministrament no tripulada europea batejada amb el nom del físic alemany Albert Einstein. La nau espacial està programada per al seu llançament el 2013, amb la missió de subministrar l'Estació Espacial Internacional (ISS) amb càrrega seca, combustible, aigua i aire. Es tracta de la quarta i penúltima ATV per enviar, després de l'Edoardo Amaldi, que es va llançar al març de 2012. Els components de l'Albert Einstein foren construïts a Torí, Itàlia, i Bremen, Alemanya, i fou enviat pel muntatge final i les proves a Bremen en el 2012.
L'Albert Einstein serà llançat per un coet Ariane 5ES des del Port Espacial Europeu a Kourou, Guaiana Francesa. El llançament serà conduït per Arianespace en nom de l'Agència Espacial Europea. La nau va deixar Bremen per ser enviat a Kourou el 31 d'agost de 2012 per començar les preparacions de llançament.
L'ATV-4 és la nau espacial més pesant mai enlairada en òrbita per un coet Ariane amb una massa total de 20.235 kg.

## Missions ATV
| Designació | Nom              | Data Llançament      | Data Acoblament ISS  | Data Reentrada         | Notes                       |
| ---------- | ---------------- | -------------------- | -------------------- | ---------------------- | --------------------------- |
| ATV-001    | Jules Verne      | 9 de març de 2008    | 3 d'abril de 2008    | 29 de setembre de 2008 | [ 6 ] [ 7 ]                 |
| ATV-002    | Johannes Kepler  | 16 de febrer de 2011 | 24 de febrer de 2011 | 21 de juny de 2011     | [ 8 ] [ 9 ]                 |
| ATV-003    | Edoardo Amaldi   | 23 de març de 2012   | 28 de març de 2012   | 4 d'octubre de 2012    | [ 10 ] [ 11 ] [ 12 ] [ 13 ] |
| ATV-004    | Albert Einstein  | 5 de juny de 2013    | 15 de juny de 2013   | 28 d'octubre 2013      | [ 14 ]                      |
| ATV-005    | Georges Lemaître | 29 de juliol de 2014 | 12 d'agost de 2014   | 15 de febrer de 2015   | [ 15 ] [ 16 ]               |
|            |                  |                      |                      |                        |                             |